# Taudactylus liemi
Taudactylus liemi är en groddjursart som beskrevs av Ingram 1980. Taudactylus liemi ingår i släktet Taudactylus och familjen Myobatrachidae. IUCN kategoriserar arten globalt som nära hotad. Inga underarter finns listade i Catalogue of Life.